# Февральское наводнение
Февральское наводнение — разрушительное наводнение, произошедшее на побережье Северного моря в период с 2 по 5 февраля 1825 года в результате вызванного ураганным ветром штормового нагона воды. Пострадали прибрежные районы Нидерландов, Германии и Дании. В результате бедствия утонуло около 800 человек.
Особенно пострадало немецкое побережье Северного моря с его островками, известными как Халлиген, где многие дамбы уже были повреждены в ноябре прошлого года сильным штормовым нагоном. Деревня на острове Пелльворм была полностью затоплена.
В Восточной Фризии особенно пострадал город Эмден. Но поскольку в предыдущие годы дамбы в Восточной Фризии были значительно увеличены во многих местах, число жертв — около 200 человек — было меньше, чем могло бы быть.

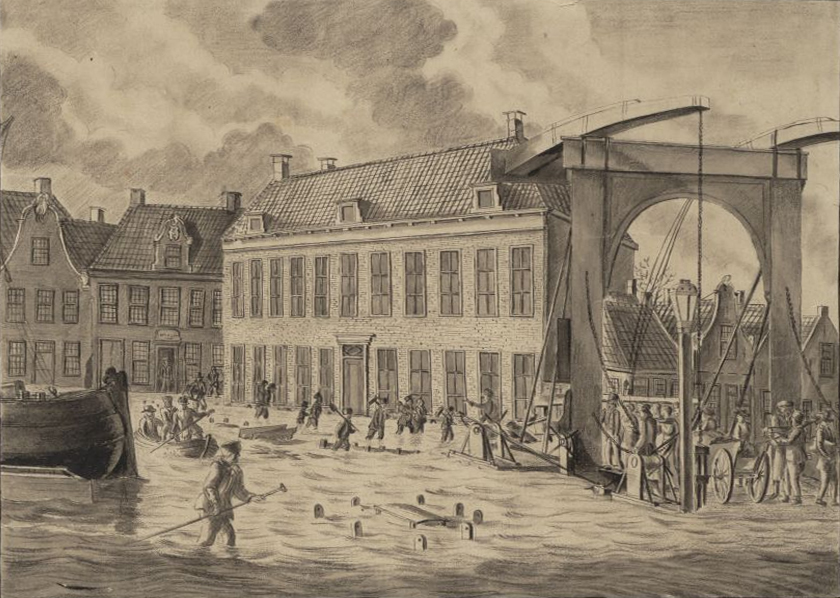
Наводнение в Леммере (Эйсселмер)

В Нидерландах Февральское наводнение стало худшим стихийным бедствием XIX века. Большинство погибших и самые большие разрушения были в Гронингене, Фрисландии и Оверэйсселе. Реакция на национальном уровне была очень похожа на реакцию во время наводнения 1953 года; однако событие было удивительно быстро забыто после того, как ущерб был восстановлен, и не имело никаких политических или технических последствий. Понадобилось пережить катастрофу 1953 года чтобы принять закон о дельте и значительном улучшении защиты побережья.